# Centrarthra vansoni
Centrarthra vansoni là một loài bướm đêm trong họ Noctuidae.